# Municipio de Johnsonville (Carolina del Norte)
El municipio de Johnsonville (en inglés: Johnsonville Township) es un municipio ubicado en el  condado de Harnett en el estado estadounidense de Carolina del Norte. En el año 2000 tenía una población de 6.927 habitantes.

## Geografía
El municipio de Johnsonville se encuentra ubicado en las coordenadas 35°17′0.06″N 79°7′59.75″O / 35.2833500, -79.1332639.